# Classe Tritone
La classe Tritone, a volte denominata anche classe Flutto, fu un tipo di sommergili della Regia Marina, costruiti durante la seconda guerra mondiale per supplire alla mancanza sempre più grave di sommergibili da impiegare nel Mediterraneo. I sommergibili della classe Tritone erano del tipo a doppio scafo parziale; questa classe di sommergibili era sostanzialmente uguale alla precedente classe Argo, con l'introduzione di alcune migliorie, quali l'adozione di una falsatorre di tipo tedesco, motori diesel più potenti ed una maggiore autonomia. I battelli della seconda serie rispetto a quelli della prima serie avevano maggiore lunghezza e un dislocamento leggermente superiore.

## Costruzione

Il sommergibile Bario nel dopoguerra, ribattezzato Calvi

Furono ordinati 48 battelli da costruire nei cantieri CRDA di Monfalcone, ai cantieri di Muggiano e ai cantieri Tosi di Taranto. Le unità furono ordinate in tre serie, di cui la prima di 12 nel 1941, la seconda di 24, e la terza di 12 battelli; ma soltanto 8 battelli della Serie I entrarono in servizio nel 1942. Alcuni battelli della Serie II furono catturati dai tedeschi sugli scali, completati e successivamente affondati. Uno di essi, il sommergibile Bario, venne recuperato nel dopoguerra, ricostruito e ribattezzato Calvi, prestando quindi servizio nella Marina Militare; similmente, il Vortice. Le due unità, insieme al sommergibile Giada, furono i soli sommergibili della Regia Marina a far parte anche della Marina Militare.

## Sommergibili della Classe Tritone

### Unità della Serie I
La prima serie avrebbe dovuto essere composta da dodici unità:
- Tritone
- Gorgo
- Flutto
- Marea
- Vortice
- Nautilo
- Murena
- Grongo
- Sparide
- Spigola
- Cernia
- Dentice

I primi sei furono costruiti presso i CRDA di Monfalcone, mentre Murena, Grongo e Sparide lo furono nei cantieri Odero-Terni-Orlando del Muggiano; gli ultimi tre furono invece impostati nei cantieri Tosi di Taranto.
Tutte le unità costruite a Monfalcone divennero operative, ad eccezione del Nautilo, e tre di esse (Tritone, Gorgo, Flutto) andarono perdute in combattimento, mentre Marea e Vortice sopravvissero alla guerra (il primo fu consegnato all'URSS, il secondo divenne invece uno dei pilastri della nuova arma subacquea della Marina Militare Italiana).
Le tre unità di La Spezia e il Nautilo all'armistizio erano ormai prossime a divenire operative ma non ancora pronte a prendere il mare; furono tutte catturate dai tedeschi o si autoaffondarono.
I tre sommergibili di Taranto, impostati molto più tardi (lo Spigola il 10 giugno 1943, il Cernia il 12 luglio ed il Dentice il 23 agosto) non giunsero invece nemmeno al varo e con l'armistizio la loro costruzione fu sospesa; furono poi demoliti.

### Unità della Serie II
La seconda serie sarebbe dovuta essere composta da 24 unità:
- Alluminio
- Amianto
- Antimonio
- Bario
- Cadmio
- Cromo
- Ferro
- Fosforo
- Iridio
- Litio
- Magnesio
- Manganese
- Mercurio
- Oro
- Ottone
- Piombo
- Potassio
- Rame
- Rutenio
- Silicio
- Sodio
- Vanadio
- Zinco
- Zolfo

Quindici sarebbero stati costruiti nei CRDA di Monfalcone, sei negli OTO di La Spezia e tre nei Tosi di Taranto.
I primi ad essere impostati furono i sei sommergibili di La Spezia (Alluminio, Antimonio, Fosforo, Manganese, Silicio, Zolfo), tutti il 9 dicembre 1942, ma nessuno fu mai varato né tantomeno completato.
I tre sommergibili di Taranto (Magnesio, Mercurio, Amianto) non furono mai nemmeno impostati, così come sei di quelli di Monfalcone (Oro, Ottone, Cadmio, Vanadio, Iridio, Rutenio).
Dei rimanenti sommergibili, tutti impostati a Monfalcone (il Bario il 15 marzo 1943, il Litio il 31 marzo, il Sodio il 3 maggio, Rame e Ferro il 2 giugno, Zinco e Piombo il 2 agosto, Cromo il 1º settembre), tutti catturati dai tedeschi all'armistizio, solo tre furono varati (Bario, Litio e Sodio, rispettivamente il 23 gennaio, il 19 febbraio ed il 16 marzo 1944) con i rispettivi nomi di U. IT. 17, U. IT. 18 e U. IT. 19, ma furono tutti resi inutilizzabili da un attacco aereo il 16 marzo 1945 (Litio e Sodio affondarono, il Bario, danneggiato, restò inutilizzato sino al 1º maggio 1945, quando si autoaffondò). Il Bario fu poi recuperato e ricostruito per la Marina Militare Italiana con il nuovo nome di Pietro Calvi.
La terza serie, composta da dodici unità, rimase allo stadio di progetto.

## Problemi
Sebbene progettualmente fossero buone unità, i «Tritone» soffrirono del fatto di essere stati costruiti in tempo di guerra, quando le capacità dell'industria cantieristica erano andate progressivamente calando.
Sul Flutto, difatti (ma questa situazione poteva valere un po' per tutte le unità della classe), le prove rivelarono velocità in immersione ed autonomia (sia in immersione che in emersione) inferiori alle aspettative, nonché maggiori consumi.
Per i sommergibili della classe Tritone era stato previsto l'uso delle eliche a passo costante, ma queste diedero tali problemi (eccetto che sul Gorgo) che nel febbraio 1943 si decise di sostituirle (sul Flutto, sul Marea, sul Vortice e sul Nautilo) con eliche a passo variabile.